# Almud
Almud je stará jednotka hmotnosti, objemu i obsahu. Používána byla v zemích s vlivem španělštiny a portugalštiny. Její jazykové varianty jsou rovněž alemina, almade, almonde či almuersa. Toto pojmenování vychází z arabského slova al-mudd.
Převodní vztahy pro hmotnost:
- v Mexiku = 1 almud = 20 kg = 4 barsellana = 1/2 quartilla (této jednotky používal indiánský kmen Tzeltal pro hmotnostní kukuřice)

Převodní vztahy pro objem:
- na Beleárských ostrovech = 1 almud = 1,954 l = 1/36 cuartera
- v Brazílii = 1 almud = 16,54 l
- v Chile = 1 almud = 8,082 l = 1/12 fanega
- na Madagaskaru = almud = 17,7 l
- v Mexiku = 1 almud = 7,568 l, 4,625 l nebo 1,76 l
- v Paraguayi = 1 almud = 24 l
- v Portugalsku = 1 almud = 16,95 l = 1/25 pipa = 1/50 tonel = 2 pote = 12 canhada = 48 quartilho; této jednotky bylo používáno také pro objem vína, který na Madeiře činil 17,39 l a v Portu 25,36 l
- ve Španělsku = 1 almud = 4,624 l = 1/12 Fanega (kastilská)

Převodní vztahy pro obsah:
- v Argentině = 1 almud = 3303 m² = 1/2 fanegada
- v Mexiku = 1 almud = 3502 m²
- ve Španělsku = 1 almud = 3220 m² 4608 čtvereční vara